# 荒井律
荒井 律（あらい りつ、1972年〈昭和47年〉5月7日 - ）は、福島テレビの元アナウンサー。

## 略歴
福島県会津若松市出身。武蔵大学経済学部卒業。1995年福島テレビに入社。フジテレビ社員と結婚後、2003年3月に出産のため退社。

## 人物
『なるほど・ザ・ワールド』での益田由美の体当たりのリポートを見たのが、アナウンサーを目指すきっかけになった。

## エピソード
1997年の『FNS27時間テレビ』では全国フリースロー選手権大会の決勝戦でテレビ長崎とのハイレベル決戦を制しての全国制覇。続く日米対抗として開催したフリースロー・ドリームマッチではデニス・ロッドマンと一騎討ち。目隠しのハンデはあったもののロッドマンを破り優勝に導く。

## 担当番組
- めざましテレビ
- サタふく
- 弦哲也のFTVカラオケグランプリ[1]
- テレポート525[1]
- Lばんテレポート（郡山担当）
- FTVスーパーニュース